# Município de Teerã

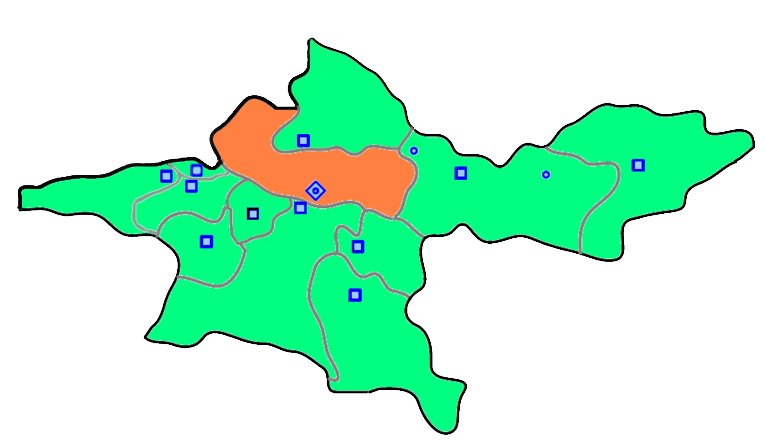
Localização do condado na província de Teerã

O município de Teerã (em persa: شهرستان تهران) é um município da província de Teerã, no Irã. Sua capital é a capital nacional, Teerã.